# Inre Myrsjön
Inre Myrsjön är en sjö i Skellefteå kommun i Västerbotten och ingår i Byskeälven-Kågeälvens kustområde.